# Дієцезія Рейк'явіка

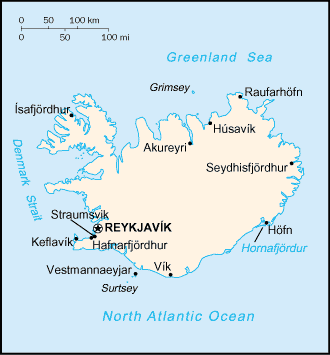
Дієцезія Рейк'явіка охоплює всю територію Ісландії

Дієцезія Рейк'явіка (лат. Dioecesis Reykiavikensis) — дієцезія латинського обряду, що охоплює всю територію Ісландії. Столицею дієцезії є Рейк'явік. Єпископ є членом Скандинавської єпископської конференції.

## Історія

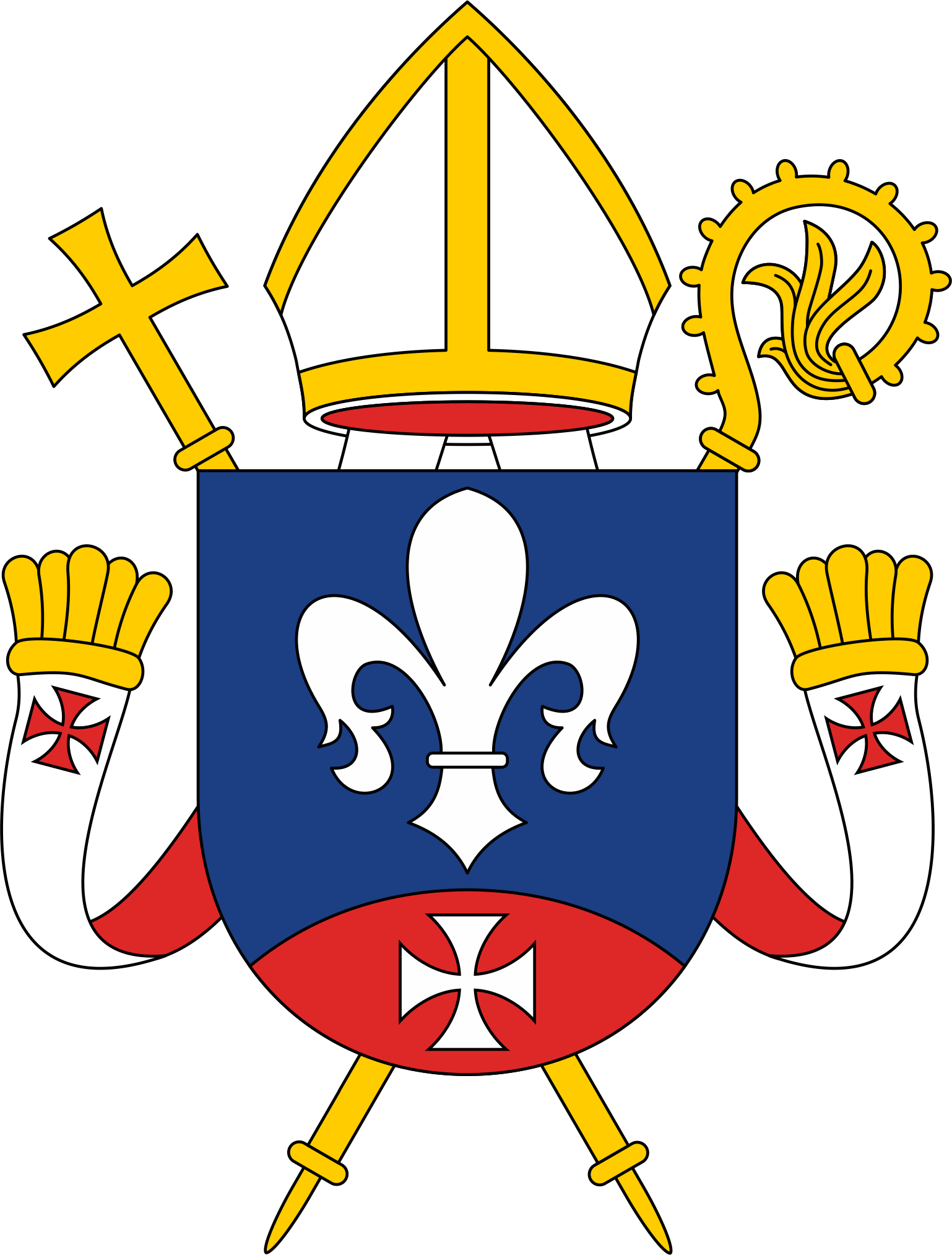
Герб дієцезії Рейк'явіка

Апостольська префектура Ісландії була створена в 1923 році, а в 1929 році її було перетворено на Апостольську адміністратуру. У 1968 році піднесено до рангу дієцезії. Нинішній ординарій єпархії Рейк'явіка єпископ Давид Тенцер є п'ятим єпископом Рейк'явіка в історії цієї дієцезії.
Дієцезія Рейк'явіка є сучасним творінням. У дореформаційний період Католицька Церква в Ісландії перебувала під юрисдикцією єпископів Скалгольта (1056) і Гоулара (1106), дієцезії яких під час Реформації стали лютеранськими. У 1801 році вони були об'єднані в дієцезію Ісландії з резиденцією лютеранської церкви Ісландії в Рейк'явіку. Католицька церква в Ісландії відновила свою діяльність у першій половині ХІХ століття.
Єпархія також здійснює душпастирську опіку для польської громади в Ісландії.
Автором герба дієцезії є словацький геральдист Марек Соболя. Герб був прийнятий у 2016 році.

## Храми
- Катедральний собор Христа Царя в Рейк'явіку
- Парафіяльна церква Пресвятої Діви Марії в Рейк'явіку
- Парафіяльна церква св. Петра в Акурейрі
- Парафіяльна церква св. Йосифа в Гапнарф'єрдюрі
  - Парафіяльна церква св. Івана Павла ІІ в Рейк'янесбері (Асбру)
- Каплиця в Ісафйордурі
- Душпастирство в Стіккісгоульмюрі

## Єпископи Рейк'явіка

### Апостольські вікарії Ісландії
- Мартін Меленберґ (12 червня 1923—1941)
- Йоганнес Гуннарссон (23 лютого 1942—1967)

### Єпископи Рейк'явіка
- Гендрік Губерт Фреген (18 жовтня 1968 — 31 жовтня 1986)
- Альфред Джеймс Джолсон (12 грудня 1987 — 21 березня 1994)
- Йоганнес Баптист Маттійс Гійсен (24 травня 1996 — 30 жовтня 2007)
- П'єр Бюршер (15 грудня 2007)[4] — 18 вересня 2015[5])
- Давид Тенцер OFMCap. (з 18 вересня 2015[5])